# Łyżwiarstwo szybkie na Zimowych Igrzyskach Olimpijskich 2022 – 5000 m mężczyzn
Bieg na 5000 metrów mężczyzn rozgrywany w ramach łyżwiarstwa szybkiego na Zimowych Igrzyskach Olimpijskich 2022 odbył się 6 lutego w hali National Speed Skating Oval w Pekinie.

## Terminarz
| Data     | Konkurencja | Godzina rozpoczęcia | Godzina rozpoczęcia |
| Data     | Konkurencja | UTC+08:00           | CET                 |
| -------- | ----------- | ------------------- | ------------------- |
| 6 lutego | Finał       | 16:30               | 09:30               |

## Rekordy
Rekordy obowiązujące przed rozpoczęciem igrzysk.
| Rekord            | Zawodnik          | Czas    | Miejsce        | Data           |
| ----------------- | ----------------- | ------- | -------------- | -------------- |
| Rekord świata     | Nils van der Poel | 6:01,56 | Salt Lake City | 3 grudnia 2021 |
| Rekord olimpijski | Sven Kramer       | 6:09,76 | Gangneung      | 11 lutego 2018 |

## Wyniki
| Miejsce | Para | Linia | Zawodnik            | Reprezentacja               | Czas    | Strata | Uwagi |
| ------- | ---- | ----- | ------------------- | --------------------------- | ------- | ------ | ----- |
| 01 !    | 10   | I     | Nils van der Poel   | Szwecja                     | 6:08,84 |        | OR    |
| 02 !    | 5    | O     | Patrick Roest       | Holandia                    | 6:09,31 | +0,47  |       |
| 03 !    | 3    | O     | Hallgeir Engebråten | Norwegia                    | 6:09,88 | +1,04  |       |
| 4       | 3    | I     | Siergiej Trofimow   | Rosyjski Komitet Olimpijski | 6:10,27 | +1,43  |       |
| 5       | 6    | I     | Jorrit Bergsma      | Holandia                    | 6:13,18 | +4,34  |       |
| 6       | 8    | I     | Aleksandr Rumiancew | Rosyjski Komitet Olimpijski | 6.15,02 | +6,18  |       |
| 7       | 10   | O     | Bart Swings         | Belgia                      | 6:16,90 | +8,06  |       |
| 8       | 8    | O     | Davide Ghiotto      | Włochy                      | 6:16,92 | +8,08  |       |
| 9       | 1    | I     | Sven Kramer         | Holandia                    | 6:17,04 | +8,20  |       |
| 10      | 9    | O     | Ted-Jan Bloemen     | Kanada                      | 6:19,11 | +10,27 |       |
| 11      | 7    | I     | Patrick Beckert     | Niemcy                      | 6:19,58 | +10,74 |       |
| 12      | 6    | O     | Seitaro Ichinohe    | Japonia                     | 6:19,81 | +10,97 |       |
| 13      | 2    | O     | Felix Rijhnen       | Niemcy                      | 6:19,86 | +11,02 |       |
| 14      | 9    | I     | Rusłan Zacharow     | Rosyjski Komitet Olimpijski | 6:21,00 | +12,16 |       |
| 15      | 7    | O     | Michele Malfatti    | Włochy                      | 6:21,47 | +12,63 |       |
| 16      | 2    | I     | Emery Lehman        | Stany Zjednoczone           | 6:21,80 | +12,96 |       |
| 17      | 4    | O     | Ethan Cepuran       | Stany Zjednoczone           | 6:25,97 | +17,13 |       |
| 18      | 4    | I     | Livio Wenger        | Szwajcaria                  | 6:27,01 | +18,17 |       |
| 19      | 1    | O     | Viktor Hald Thorup  | Dania                       | 6:28,87 | +20,03 |       |
| 20      | 5    | I     | Andrea Giovannini   | Włochy                      | 6:30,11 | +21,27 |       |